# Сновање (ткање)
Сновање је начин припремања основе за ткање. То је поступак којим се основине жице одређене дужине слажу паралелно, према претходно осмишљеном редоследу у складу са ширином тканине. Приликом сновања користи се рам за сновање (најчешће димензија 1 X 1 метар) на коме се налазе клинови који омогућавају распоређивање основиних жица у жељеној дужини.